# Thecla tollus
Thecla tollus är en fjärilsart som beskrevs av Lucas 1857. Thecla tollus ingår i släktet Thecla och familjen juvelvingar. Inga underarter finns listade i Catalogue of Life.